# 滨鼠属
滨鼠属（学名：Bathyergus）是啮齿目滨鼠科下的一属，分布于南非，本属包含以下2种：
- 复尾滨鼠（Bathyergus janetta）
- 南非滨鼠（Bathyergus suillus）